# René Haselbacher
René Haselbacher (Viena, 15 de setembre de 1977) és un ciclista austríac, ja retirat, que fou professional del 1998 al 2010. En el seu palmarès destaquen dos campionats nacionals, un en ruta i un altre en contrarellotge, així com la Volta a Renània-Palatinat del 2006. El 2000 va prendre part en els Jocs Olímpics d'Estiu de Sydney.

## Palmarès
- 1999
  - Vencedor d'una etapa de la Dekra Open Stuttgart
- 2000
  -  Campió d'Àustria de contrarellotge
- 2002
  -  Campió d'Àustria en ruta
  - Vencedor d'una etapa de la Volta a Suècia
- 2003
  - Vencedor d'una etapa de la Volta a Renània-Palatinat
- 2006
  - 1r a la Volta a Renània-Palatinat i vencedor d'una etapa
- 2008
  - Vencedor d'una etapa de la Volta a Àustria
- 2010
  - Vencedor d'una etapa del Giro del Cap

### Resultats al Giro d'Itàlia
- 2002. 106è de la classificació general

### Resultats al Tour de França
- 2003. Abandona (14a etapa)
- 2004. Abandona (7a etapa)

### Resultats a la Volta a Espanya
- 2005. 121è de la classificació general
- 2006. Abandona (16a etapa)